# 腸—腦軸線

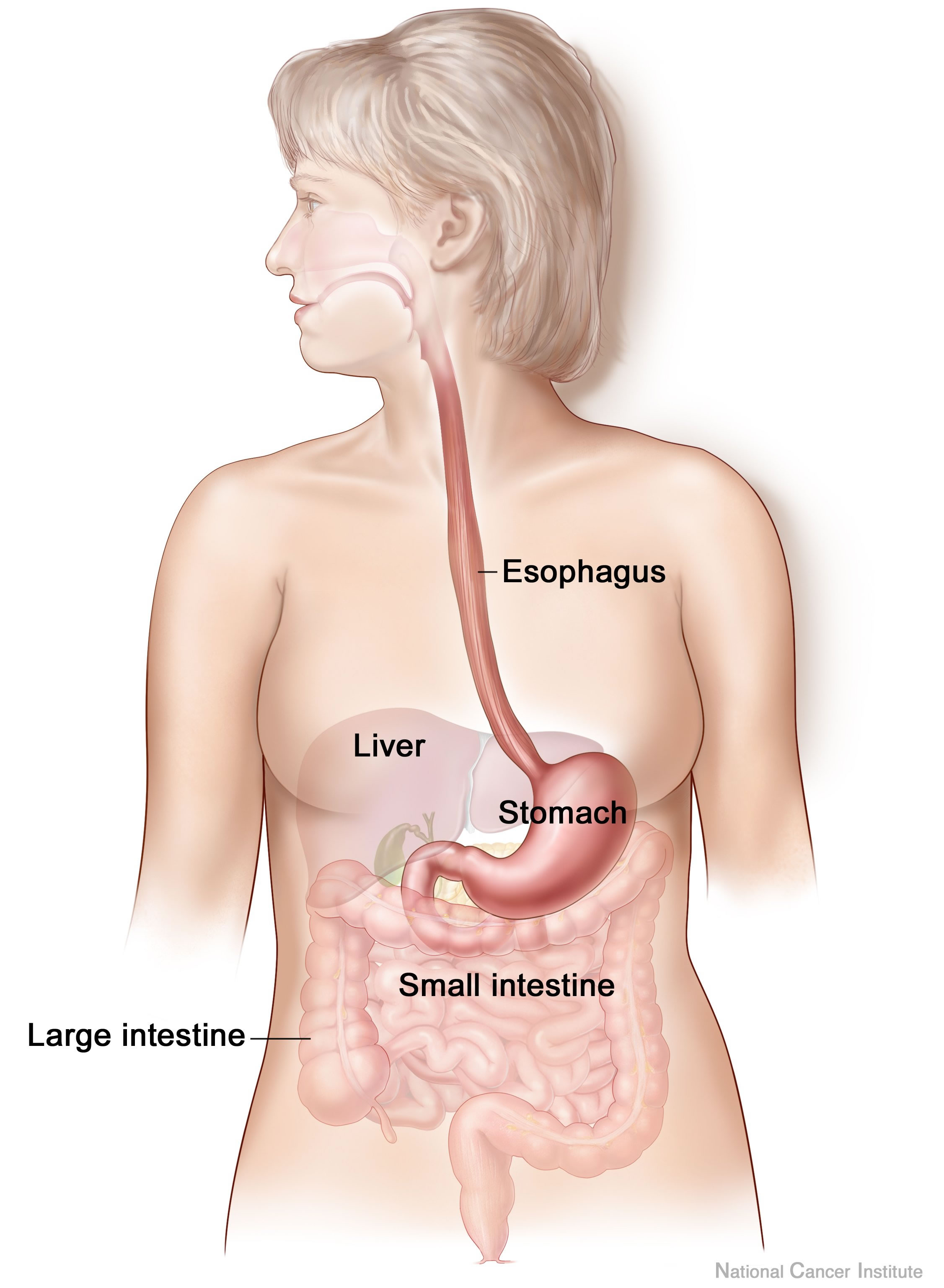
腸—腦軸線是消化道及大腦功能及發展之間的關係

腸—腦軸線，也叫肠脑轴，是大腦和腸消化道兩個器官間的溝通橋樑，而其中腸道中的菌群也對此路徑貢獻匪淺，三者相互影響並調控全身各種生理作用，從腦部早期發育到晚期老年的神經疾病的皆與此連結軸線有著密切的關係。腸—腦軸線這個詞已延伸來描述腸道菌種與腸道表皮細胞交互作用中的角色，有時也會用菌—腸—腦軸線（microbiome–gut–brain axis）具體指出菌種在其中的角色。
以較廣的定義來看，腸—腦軸線包括中樞神經系統、中樞內分泌系統及中樞免疫系統，其中包括下丘脑—垂体—肾上腺轴（HPA轴）、自主神经系统中的交感神經系統、副交感神經系統（迷走神经）及肠神经系统，以及腸道中的微生物群在動物體的腸胃表面最主要被自主神經系統所連結支配，但在腸胃道中的菌相的刺激下，也會促使腸道表皮細胞分泌生理調控訊息，而此生理調控訊息除了會誘導產生局部免疫反應外，更會經由和其連結的自主神經系統，將生理訊息傳送至大腦中樞，進而影響到中樞內分泌系統及中樞免疫系統。

研究者對此領域開始關注的原因是因為2004年的一篇研究，發現腸道中沒有菌種的小鼠，其HPA軸對壓力的反應比一般腸道中有菌種的小鼠要誇張許多。因此目前在實驗室或是人體臨床的研究，主要針對腸道菌種在腸—腦軸線中的角色進行分析，以及分析腸道菌相刺激腸—腦軸線產生的神經傳導物質，如血清素、多巴胺、乙醯膽鹼、γ-氨基丁酸對大腦中樞神經系統的影響。或是研究人在不同精神狀態下，大腦經由腸—腦軸線對腸道菌種的生長調節變化。因此可以了解到，菌-腸—腦軸線是雙向的生理調控管道，和發育及身心健康息息相關。在過去近20年的研究中，科學家已清楚地注意到腸道菌相對人體重要性，且在臨床上證實，在破壞菌—腸—腦軸線的平衡時，會誘導自體免疫系統對神經系統的攻擊，導致多發性硬化症。這是一種脫髓鞘性神經病變，患者腦或脊髓中的神經細胞表面的絕緣物質受到破壞，造成神經系統的訊息傳遞受損，導致一系列可能發生的症狀，影響患者的運動功能、心智能力、甚至精神狀態的損傷。
另外，在分析自閉症兒童的腸道菌相中，也發現其糞便中的菌相與健康兒童有著明顯差異。Sarkis Mazmanian 的研究團隊進一步的將自閉症兒童的腸道菌餵食小鼠，發現在餵食自閉症兒童腸道菌的小鼠中，不僅會改變小鼠腸道菌相，更誘導小鼠產生明顯的自閉症行為。然而菌—腸—腦軸線不僅僅是對兒童發育有著顯著關聯性，其對老年人的精神疾病也有明顯影響。臨床上帕金森氏症病人的腸道菌相也與健康人明顯不同。2019年 Ted Dawson、Han Seok Ko 發現“由肠到脑”帕金森氏症造症原因。證實在小鼠腸道中的病源型突觸核蛋白可經由迷走神經的傳遞，進而運送到運動神經元，過多的病源型突觸核蛋白的累積造成路易體形成及細胞氧化壓力和發炎，導致了運動神經元的壞死，進而造成病人顫抖、肢體僵硬、運動功能減退。

## 肠神经系统
肠神经系统是神经系统的主要分支之一，由网状分布的神经元组成，负责调控胃肠功能。它常被称为"第二大脑"，这一称谓源于多重因素。肠神经系统能够自主运作，通常通过副交感神经（如迷走神经）和交感神经（如椎前神经节）与中枢神经系统进行信息交流。但脊椎动物研究表明，即便迷走神经被切断，肠神经系统仍能维持正常功能。
在脊椎动物体内，肠神经系统包含传出神经元、传入神经元和中间神经元，这种结构使其无需中枢神经系统参与即可完成反射活动。感觉神经元负责监测机械和化学环境变化，运动神经元通过肠道肌肉控制蠕动和食糜搅拌，其他神经元则调控消化酶分泌。肠神经系统能利用30多种神经递质，其中大部分与中枢神经系统相同，如乙酰胆碱、多巴胺和血清素。人体超过90%的血清素和约50%的多巴胺存在于肠道中，这些神经递质的双重功能已成为肠-脑研究的重要课题。
最早被发现的肠脑互动现象，是食物视觉气味刺激与胃液分泌之间的关联，这一过程被称为消化过程的"头期反应"或" cephalic phase"。

## 延伸閱讀
- Hooper LV; Macpherson AJ. . Nat Rev Immunol. Mar 2010, 10: 159–69. PMID 20182457. doi:10.1038/nri2710..
- De Palma, G; Collins, SM; Bercik, P. . Gut Microbes. 2014, 5: 419–29. PMC 4153782 . PMID 24921926. doi:10.4161/gmic.29417. Free PMC Article